# Furacão Lane (2006)
O furacão Lane foi o furacão do Pacífico mais intenso a fazer landfall no México desde o furacão Kenna na temporada de 2002. Sendo a décima terceira tempestade nomeada, o nono furacão e o sexto grande furacão da temporada de furacões no Pacífico de 2006, Lane formou-se de uma onda tropical em 13 de Setembro ao sul do México. O sistema moveu-se para noroeste paralelamente á costa do México e intensificou-se continuamente numa área condutiva ao fortalecimento. Depois de começar a seguir para nordeste, Lane atingiu o pico de intensidade com ventos constantes de 205 km/h e fez landfall no estado mexicano de Sinaloa no seu pico de intensidade. Lane enfraqueceu-se rapidamente e dissipou-se em 17 de Setembro e sua umidade remanescente trouxe chuvas para o sul do Texas. Em sua passagem, Lane provocou quatro mortes e danos moderados. Os maiores danos foram registrados em Sinaloa, onde o furacão fez landfall, incluindo danos severos à agricultura. No México, cerca de 4.320 residências foram afetadas pelo furacão, sendo que cerca de 248 mil pessoas também foram afetadas. Foi registrada enchente moderada em Acapulco, resultando em deslizamentos de terra em algumas áreas. Os danos totais no país foram calculados em $2,2 bilhões de pesos mexicanos ($203 milhões de dólares - valores em 2006).

## História meteorológica

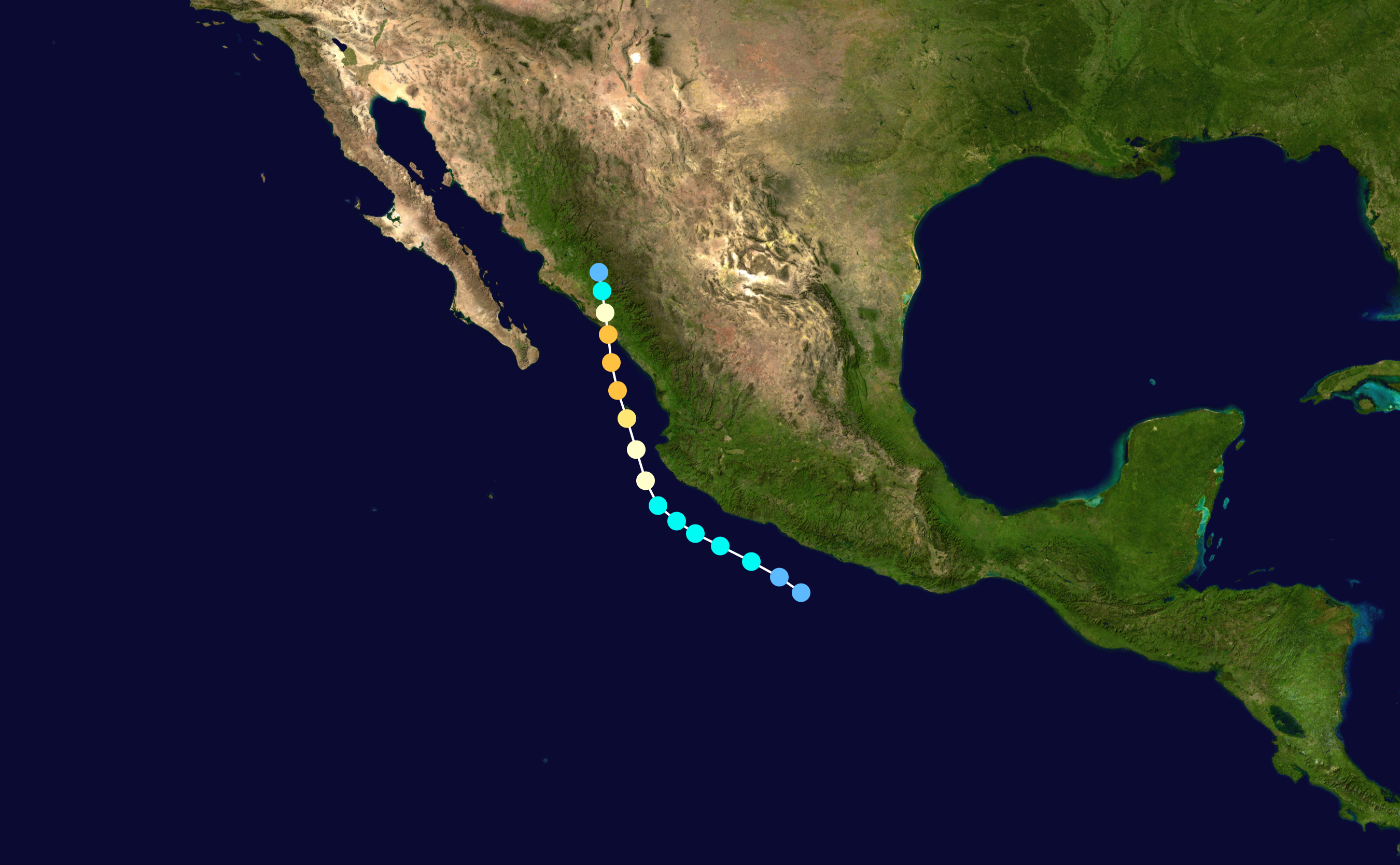
O caminho de Lane

Uma onda tropical deixou a costa ocidental da África em 31 de Agosto de 2006. A onda moveu-se para oeste sem mostrar sinais de desenvolvimento e entrou a bacia do Oceano Pacífico em 10 de Setembro. Uma área de convecção formou-se ao longo do seu eixo a várias centenas de quilômetros ao sul do Golfo de Tehuantepec. O sistema moveu-se lentamente para oeste e organizou-se continuamente. Áreas de convecção e bandas de tempestade organizaram-se em volta do centro em desenvolvimento e o sistema tornou-se a Depressão Tropical Treze-E em 13 de Setembro. O sistema continuou a se organizar e fortaleceu-se na Tempestade Tropical Lane em 14 de Setembro a cerca de 145 km da costa do México. Baseado na possibilidade de um desenvolvimento de um anticiclone sobre a tempestade e também a possibilidade do sistema seguir sobre águas quentes, o Modelo Estatístico Esquemático de Previsão de Intensidade de Furacões emitiu um alerta que mencionava sobre a possibilidade de 46% de probabilidade de uma rápida intensificação da tempestade.
Lane continuou a ficar mais bem organizado, com áreas de convecção profunda desenvolvendo-se num centro denso nublado e com fluxos externos bem definidos no semicírculo ocidental da tempestade. No final de 14 de Setembro, uma parede do olho começou a se formar a uma curta distância da costa mexicana. Lane continuou a se fortalecer assim que começou a seguir para norte-noroeste, uma trajetória causada pelo fato da tempestade se mover na periferia ocidental de uma área de alta pressão de médios níveis sobre o México. Baseado em relatos de aviões de reconhecimento, Lane foi classificada como um furacão em 15 de Setembro a cerca de 65 km a oeste-noroeste de Cabo Corrientes, México. Logo depois, Lane fortaleceu-se rapidamente e seis horas depois de ter se tornado um furacão, o sistema já apresentava ventos constantes de 165 km/h, sendo um furacão de categoria 2 na escala de furacões de Saffir-Simpson. Depois, o olho do furacão, que media cerca de 16 km de diâmetro, passou sobre as Ilhas Marias. No final de 16 de Setembro, Lane já apresentava ventos constantes de 185 km/h a estava apenas a 85 km da costa do México, tornando-se o sexto grande furacão da temporada.
O furacão Lane continuou a se organizar, sendo que o seu olho de 14 km de diâmetro estava rodeados por áreas de convecção muito profundas. O furacão fortaleceu-se ainda mais e alcançou o pico de intensidade com ventos constantes de 205 km/h por volta do meio-dia de 16 de Setembro. Inesperadamente, Lane começou a seguir para nordeste e por volta das 19:15 UTC de 16 de Setembro, o furacão Lane fez landfall numa região pouco povoada de Sinaloa, a cerca de 32 km a sudeste de El Dorado. Isto fez que Lane tornasse-se o furacão do Pacífico mais intenso a fazer landfall no México desde o furacão Kenna na temporada de 2002. A combinação dos terrenos montanhosos do México com um aumento dos ventos de cisalhamento vindos do oeste-sudoeste causaram o rápido enfraquecimento do furacão e a tempestade dissipou-se em 17 de Setembro. A umidade remanescente de Lane alcançou o sul do Texas.

## Preparativos
Devido à previsão de trajetória que indicava a passagem de Lane muito próximo da costa do México, as autoriades fecharam os portos para pequenas embarcações em Acapulco. Apenas algumas semanas após o furacão John seguir por uma trajetória similar através da área, vários turistas deixaram voluntariamente suas férias na região e voltaram para casa. Muitos residentes fecharam janelas e portas e estocaram suprimentos como preparativo à chegada da tempestade.. As autoridades também fecharam as escolas no estado de Guerrero. No geral, 40.000 turistas deixaram a costa pacífica do México. De acordo com a Secretaria do Interior do México, sob qual o Serviço de Proteção Civil Mexicano operava, houve cerca de 5,5 milhões de residências e 21 milhões de pessoas em 21 estados mexicanos estavam sob a ameaça do furacão. Como resultado, as autoridades retiraram cerca de 2.000 pessoas para abrigos emergênciais.
Como Lane chegou próximo da costa mexicana, todos os portos marítimos entre Michoacán e Sinaloa foram fechados e o Serviço Meteorológico Nacional do México alertou a população em geral sobre a ameaça de enchentes e deslizamentos de terra. Quando o furacão fez landfall, o governo do estado de Sinaloa decretou estado de emergência para os municípios de Ahome, Guasave, Angostura, Salvador Alvarado, Culiacán, Navolato, Elota, San Ignacio e Mazatlán. A chegada do furacão forçou o cancelamento de vários voos no Aeroporto Internacional General Rafael Buelna em Mazatlán, Sinaloa.
Antes dos remanescentes de Lane alcançarem os Estados Unidos, o Serviço Nacional de Meteorologia dos Estados Unidos emitiu um alerta de enchentes para grandes porções do Texas.

## Impactos

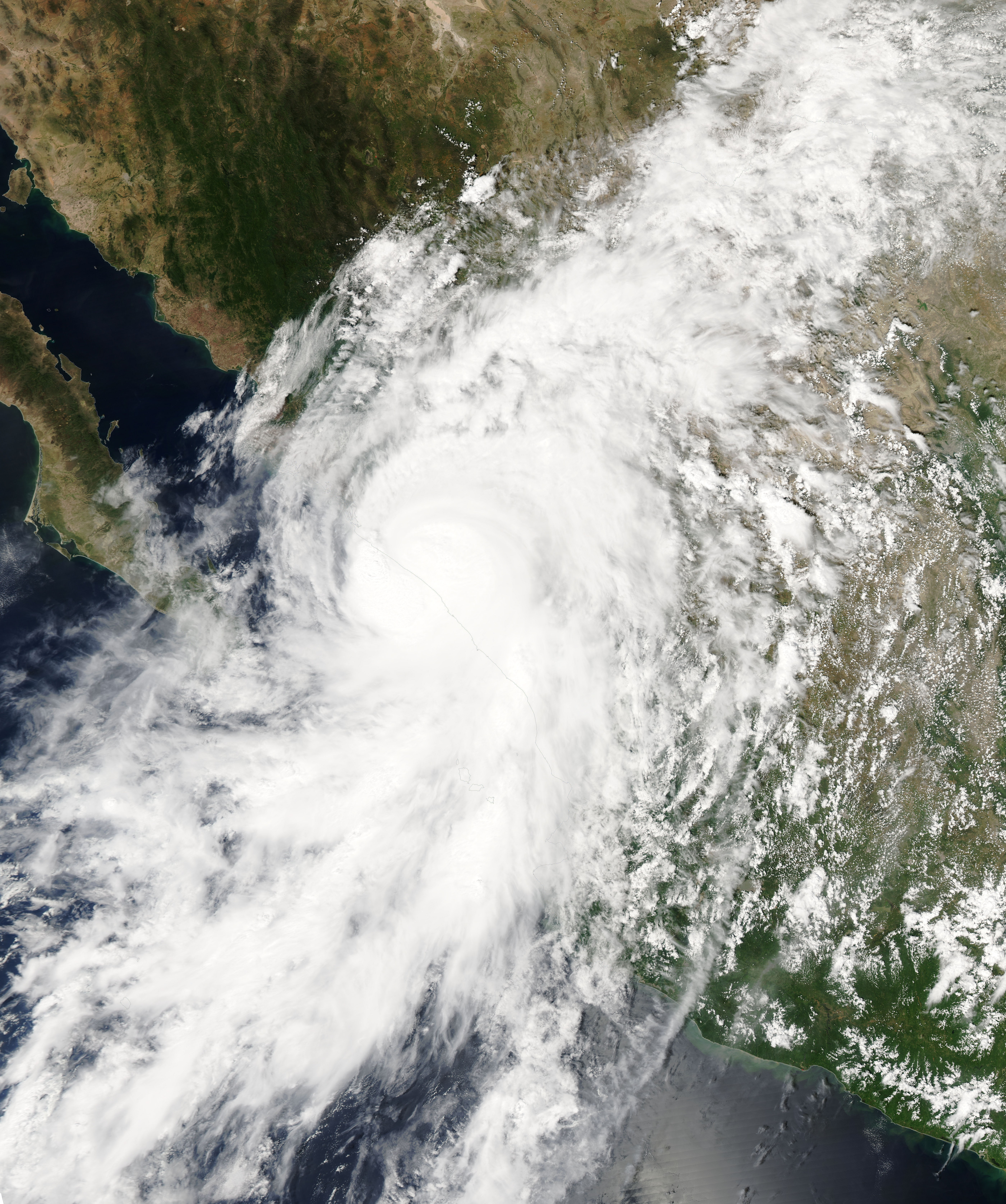
O furacão Lane atingindo a costa de Sinaloa

Em Acapulco, a tempestade produziu fortes ondas, chuvas pesadas que levou a enchentes na região. As chuvas fortes causaram a inundação de cerca de 200 casas e causou um deslizamento de terra, resultando na morte de um menino de sete anos. Inundações também foram observadas no aeroporto de Acapulco, embora os serviços não fossem interrompidos. A quilômetros da costa, as ondas fortes viraram um barco, deixando uma pessoa desaparecida. Chuvas fortes na cidade de Lázaro Cárdenas, em Michoacán, transbordaram um canal, forçando mais de 500 pessoas a saírem de suas residências. Cerca de 2 km² de plantações foram destruídas em Michoacán, os danos nas rodovias e nos aeroportos de Colima totalizaram cerca de $30 milhões de pesos mexicanos ($2,7 milhões de dólares). Em Cajon de Pena, no estado de Jalisco, as chuvas chegaram a 187 mm. Um homem morreu em Pueblos Unidos depois de ser atingido por ventos fortes. Em Jalisco, 109 pessoas tiveram que sair de suas casas devido aos deslizamentos de terra e chuvas fortes.
Em El Dorado, perto de onde o furacão fez landfall, as chuvas do furacão causaram danos em rodovias e em muitas cabanas frágeis. Os ventos fortes derrubaram torres de eletricidade, árvores e sinais de trânsito, deixando muitas pessoas sem eletricidade. Em Mazatlán, a sudeste de onde Lane fez landfall, o furacão causou ventos fortes e chuvas pesadas, causando enchentes e interrupções do fornecimento de eletricidade. A ameaça do furacão forçou o cancelamento da Parada do Dia da Independência Mexicana. Entre Mazatlán e a capital de Sinaloa, Culiacán, o furacão destruiu uma ponte, deixando dezenas de caminhões parados. Em Culiacán, uma pessa morreu quando seu carro caiu num rio enquanto as ruas estavam tomadas pelas enchentes. Em Sinaloa, vários danos em rodovias deixaram muitas comunidades isoladas do resto do país. Lane causou danos severos na agricultura no estado, possivelmente chegando a $600 milhões de pesos mexicanos ($55 milhões de dólares) (Valores em 2006). O furacão também danificou estações de tratamento de água e os sistemas de distribuição em várias comunidades, forçando o Departamento de saúde Mexicano a declarar um alerta sanitário em Sinaloa. os danos em Sinaloa chegaram a cerca de $1,2 bilhões de pesos mexicanos ($109,3 milhões de dólares) (valores em 2006).
No México, o Furacão Lane matou quatro pessoas. Uma estimativa de 4.320 residências foram danificadas pelo furacão, sendo que cerca de 248.000 pessoas sendo afetadas. Os sistemas de tratamento e distribuição de água foram danificadas em nove municípios, deixando temporariamente milhares de pessoas sem água. Cerca de 30.000 km de rodovias e auto-estradas foram danificadas, num certo grau, incluindo algumas pontes destruídas. No geral, o furacão casou cerca de $2,2 bilhões de pesos mexicanos ($203 milhões de dólares) (valores em 2006) em danos no país. Os remanescentes de Lane trouxeram chuvas para o sul do Texas.

## Após a tempestade
No dia em que Lane fez landfall, a maioria das pessoas que estavam em abrigos de emergência retornou para suas casas para começar o processo de limpeza. Alguns turistas que ficaram na área continuaram suas férias, enquanto que outros tentavam sair da área. O governo mexicano declarou estado de emergência para nove municípios em Sinaloa, permitindo que verbas emergênciais fosse liberados para ajudar a população afetada. Helicópteros foram usados para distribuir alimentos e localizar residentes isolados. O governo montou três abrigos temporários em mazatlán para 360 pessoas e montou também três abrigos em Culiacán para cerca de 1.000 residentes afetados. Para prevenir a infestação por Dengue, as autoridades enviaram epidemiologistas a 67 comunidades, com 18 unidades móveis e 15 unidades nebulizadoras Um mês depois da tempestade, todas as rodovias e auto-estradas afetadas pelo furacão foram abertas.
Apesar dos danos, o nome não foi retirado e o nome lane será reutilizado na temporada de 2012.